# 마이크로소프트 윈도우 SDK
마이크로소프트 윈도우 SDK(Microsoft Windows SDK, 구 '플랫폼 SDK', Platform SDK, 닷넷 프레임워크 SDK, .NET Framework SDK)는 마이크로소프트 윈도우 및 닷넷 프레임워크용 애플리케이션을 개발하는 데 필요한 설명서, 헤더 파일, 라이브러리, 샘플 및 도구가 포함된 마이크로소프트의 소프트웨어 개발 키트(SDK)이다. 플랫폼 SDK는 윈도우 2000, XP 및 윈도우 서버 2003용 애플리케이션 개발을 전문으로 한다. 닷넷 프레임워크 SDK는 .NET Framework 1.1 및 .NET Framework 2.0용 애플리케이션 개발 전용이다. 윈도우 SDK는 두 가지의 후속 제품이며 윈도우 XP 이상은 물론 .NET Framework 3.0 이상용 애플리케이션 개발을 지원한다.

## 같이 보기
- 마이크로소프트 개발자 네트워크
- 윈도우 드라이버 키트
- 윈도우 10 버전 역사